# 장호 (1920년)
장호(1920년 11월 29일 ~ )는 조선민주주의인민공화국의 언론인이며 대한민국의 비전향 장기수이다.

## 생애
당시 경성부였던 현재 서울 마포구에서 태어났다. 정미소를 운영하는 가정에서 장남으로 태어나 부유한 환경에서 자랐으나 공산주의사상을 공부하면서 1935년에 집을 나왔다. 이때부터 토목 노동자로 생활 전선에 뛰어들어 일제강점기 중화민국 등지를 오가면서 생활하였다.
10년간 여러 곳을 떠돌다가 1945년에 집으로 돌아왔고 그 직후에 태평양 전쟁이 끝났다. 그러나 군정기가 시작되자 미군정을 반대하여 곧바로 삼팔선 이북으로 월북했다. 특수 교육받고 강원도 지역으로 들어왔으며, 남조선로동당이 불법화하자 입산하여 조선인민유격대에 입대하였다. 한국 전쟁을 거치면서 조선민주주의인민공화국으로 다시 돌아가서 평양에 정착하고 《로동신문》에 입사하여 문화부 기자로 근무하였다.
1958년에 공작원으로 선발되어 남파되었다. 남파 후 체포되었으나 전향하지 않고 비전향 장기수가 되어 대구교도소를 위시한 여러 교도소에서 약 30여 년간 수감 생활을 하였다. 1991년에 30년 이상 수감된 70세 이상 고령자로 분류되어 석방되었다.
출감한 뒤 경기도 과천시에서 안영기를 위시한 다른 장기수들과 헌책방을 함께 운영하면서 생활하였다. 사진작가 신동필이 송환 직전 비전향 장기수들의 모습을 작품화하였을 때 모델이 되기도 했다.
2000년 6·15 남북 공동선언에 의거해 비전향 장기수가 조선민주주의인민공화국으로 송환될 수 있게 되었다. 장호에게는 부유하게 사는 여동생이 있는 등 다른 비전향 장기수들과 달리 생계 걱정이 없는 유복한 환경이었으나 스스로 송환을 택했다. 조선민주주의인민공화국에서는 약혼녀가 혼인하지 않고 장호를 기다리면서 생존해 있어 다시 만났고 조국통일상을 받았다.
2020년 11월 만 100세가 되어 김정은 위원장의 생일상을 선물받았다.

## 참고자료
- 안영기 외 13인 (2003). 〈태양이 있어 신념의 별은 빛난다 (장호)〉. 《신념과 의지의 강자들 -  비전향 장기수들의 수기 3》. 평양: 평양출판사.